# Mezőzombor
Mezőzombor község Borsod-Abaúj-Zemplén vármegye Szerencsi járásában.

## Fekvése
A vármegye székhelyétől, Miskolctól mintegy 41 kilométerre keletre helyezkedik el, a tokaji borvidék nyugati részén.
A közvetlenül határos települések: észak felől Mád, kelet felől Bodrogkeresztúr, délkelet felől Tarcal, dél felől Prügy, nyugat felől pedig Szerencs.

### Megközelítése
Közigazgatási határait három észak-magyarországi főút, a 37-es, a 38-as és a 39-es is érinti, de lakott területeit mindhárom elkerüli, azok között csak a 3614-es út vezet végig, utóbbin érhető el a község Szerencs és Bodrogkeresztúr felől is.
A hazai vasútvonalak közül a települést a Szerencs–Hidasnémeti-vasútvonal, valamint a Budapest–Sátoraljaújhely-vasútvonal és a Mezőzombor–Nyíregyháza-vasútvonal is érinti; előbbi épp csak az északnyugati határában húzódik, utóbbiak viszont a belterületei mellett is elhaladnak, és épp az itteni állomás után válnak szét. Mezőzombor vasútállomás a belterület északkeleti részén helyezkedik el, közvetlenül a 3614-es út vasúti keresztezése mellett.

## Története
A község Árpád-kori település. Nevét az oklevelek 1298-ban említették először. Ekkor Rátót nemzetségbeli István fia, Kokos mester birtoka volt, aki az oklevelek szerint Szadai János főispánnal pereskedett.
Az 1400-as években több birtokosa is volt; így a Korlátfalviak, Bekeny comes, a Zombori Csontosok, a Nánássy, Gibárti, Hym, Zólyomi Cheh, Zombori Nagy, és Pohárnok családoknak is voltak itt részbirtokaik.
Az 1500-as évek közepéig többek között a Kálnó, Újhelyi Kenyeres, Kendi, Jékey, Both, Csaloviti Horváth, Zemercsényi, Sárközi, Gyóni Görbedi, Serédi Gáspár, Beyczi, Krucsay, családok is.
1567-ben a török elpusztította, de száz éven belül újra betelepült.
1665-ben I. Lipót már városi címet adományozott neki.
A Rákóczi-szabadságharc idején újra elnéptelenedett, de még a 18. században újra benépesült.
Az 1800-as években az Aspermont, Andrássy és Klobusiczky grófok, báró Orczy, Péchy, Patay, Fáy, Szepessy, Vay, Bernát, Zichy, Matyasovszky, Bercelly, Szemere, Nagy, Pulszky, Csomay, Ragályi, Borbély családok és gróf Wolkensteyn családok birtoka volt, az 1900-as évek elején ifj. Andrássy Gyula és Zimmermann Zsigmond volt itt nagyobb birtokos.
A település egykori várkastélyát Zumbor néven nevezték, erről vette előnevét a Fejes család is.

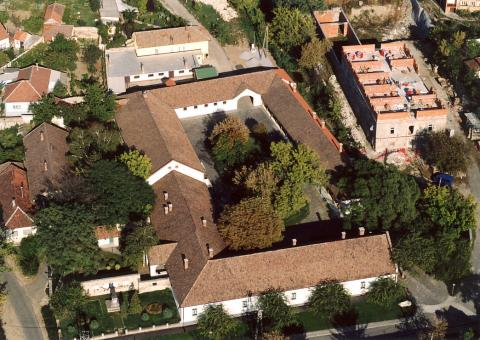

Mezőzombor-nak az 1910-es népszámlálás adatai szerint 2302 lakosa volt, melyb ől 2297 magyar volt. Ebből 1374 római katolikus, 450 görögkatolikus, 417 református volt.
A 20. század elején Zemplén vármegye Szerencsi járásához tartozott.

## Közélete

### Polgármesterei
- 1990–1994: Láng János (független)[3]
- 1994–1998: Láng János (független)[4]
- 1998–2002: Láng János (független)[5]
- 2002–2006: Bíró Ferenc (független)[6]
- 2006–2010: Bíró Ferenc (független)[7]
- 2010–2014: Radó Béla (független)[8]
- 2014–2019: Radó Béla (független)[9]
- 2019–2024: Radó Béla (független)[10]
- 2024– : Radó Béla (független)[1]

## Népesség
A település népességének változása:
| Lakosok száma | 2429 | 2469 | 2447 | 2300 | 2205 | 2212 | 2191 |
|               | 2013 | 2014 | 2015 | 2021 | 2022 | 2023 | 2024 |

2001-ben a település lakosságának 87%-a magyar, 13%-a cigány nemzetiségűnek vallotta magát.
A 2011-es népszámlálás során a lakosok 88,8%-a magyarnak, 12,6% cigánynak, 0,2% németnek mondta magát (11,1% nem nyilatkozott; a kettős identitások miatt a végösszeg nagyobb lehet 100%-nál). A vallási megoszlás a következő volt: római katolikus 54,7%, református 11,6%, görögkatolikus 10,8%, felekezeten kívüli 3,9% (17,2% nem válaszolt).
2022-ben a lakosság 91,2%-a vallotta magát magyarnak, 6,9% cigánynak, 0,2% németnek, 0,1% bolgárnak, 0,1% románnak, 0,8% egyéb, nem hazai nemzetiségűnek (8,6% nem nyilatkozott; a kettős identitások miatt a végösszeg nagyobb lehet 100%-nál). Vallásuk szerint 38,9% volt római katolikus, 10,7% református, 9,6% görög katolikus, 2,1% egyéb keresztény, 0,2% evangélikus, 7,4% felekezeten kívüli (29,7% nem válaszolt).

## Nevezetességek
- Református temploma
- Római katolikus templom -1882-ben épült
- Görögkatolikus templom
- Disznókő szőlőbirtok
- Filagória kilátó
- MiniaTour - Interaktív Vasútmodell Kiállítás https://www.miniatour.hu/

## Híres emberek
- Élete második felében itt élt, és itt is halt meg Cziáky Endre gazdálkodó, kisgazda politikus, 1945–1946 közti nemzetgyűlési képviselő (1898–1946)
- Itt született Korán Imre (Mezőzombor, 1904. december 15. – Budapest, 1995. június 4.) mérnök, közgazdász, jövőkutató, egyetemi tanár.
- Itt nevelkedett Juhász Márton, művésznevén Dzsúdló (Miskolc, 1998. szeptember 29. –) pop/trap előadó, dalszövegíró